# Чарльз Балфінч
Чарльз Балфінч (англ. Charles Bulfinch; нар. 8 серпня 1763 — пом. 15 квітня 1844) — американський архітектор, вважається першим народженим у США, що практикував архітектуру як професію.
Третій архітектор Капітолія. Змінив зовнішній профіль плану, збільшив купол заввишки.